# Volkmarsen
Volkmarsen település Németországban, Hessen tartományban. Lakosainak száma 6830 fő (2023. december 31.).

## Fekvése
Warburgtól délre található. 

## Népesség
A település népességének változása:
| Lakosok száma | 6867 | 6847 | 6804 | 6736 | 6769 | 6830 |
|               | 2015 | 2017 | 2019 | 2021 | 2022 | 2023 |